# Campeonato de Fútbol de Asia Oriental de 2017
El Campeonato de Fútbol de Asia Oriental de 2017 fue la séptima edición del torneo de la Federación de Fútbol de Asia Oriental para selecciones masculinas de fútbol de categoría absoluta. Su fase final se desarrolló en Japón por tercera vez, teniendo como ganadora a Corea del Sur por cuarta ocasión, segunda de forma consecutiva.
A partir de esta edición, el torneo cambió su denominación oficial de Campeonato de Fútbol de Asia Oriental a Campeonato de Fútbol EAFF E-1.

## Sede
| Tokio         |
| Tokyo Stadium |
| Aforo: 50 100 |
|               |

## Selecciones participantes
En esta ronda clasificaron las mejores selecciones del este de Asia que son China, Corea del Sur y Japón. El último lugar para la ronda final de la copa fue para Corea del Norte, tras ganar la fase clasificatoria.
| Selecciones participantes | Selecciones participantes | Selecciones participantes | Selecciones participantes |
| ------------------------- | ------------------------- | ------------------------- | ------------------------- |
| Corea del Norte           | Corea del Sur             | China                     | Japón                     |

## Resultados
- Los horarios son correspondientes al huso horario de Japón (UTC+9).

| Pos. | Equipo            | Pts. | PJ | G | E | P | GF | GC | Dif. | Result     |
| ---- | ----------------- | ---- | -- | - | - | - | -- | -- | ---- | ---------- |
| 1    | Corea del Sur (C) | 7    | 3  | 2 | 1 | 0 | 7  | 3  | +4   | Campeón    |
| 2    | Japón (H)         | 6    | 3  | 2 | 0 | 1 | 4  | 5  | −1   | Subcampeón |
| 3    | China             | 2    | 3  | 0 | 2 | 1 | 4  | 5  | −1   | 3° Lugar   |
| 4    | Corea del Norte   | 1    | 3  | 0 | 1 | 2 | 1  | 3  | −2   | 4° Lugar   |

 Fuente: EAFF.com
| 9 de diciembre de 2017 | Corea del Sur                        | 2:2 (2:1) | China                        | Tokyo Stadium, Tokio                                       |                                                            |
| 16:30                  | Kim Shin-wook 12' · Lee Jae-sung 19' |           | Wei Shihao 9' · Yu Dabao 76' | Asistencia: 9,103 espectadores Árbitro(s): Khamis Al-Marri | Asistencia: 9,103 espectadores Árbitro(s): Khamis Al-Marri |

| 9 de diciembre de 2017 | Japón          | 1:0 (0:0) | Corea del Norte | Tokyo Stadium, Tokio                                    |                                                         |
| 19:15                  | Ideguchi 90+3' |           |                 | Asistencia: 20,806 espectadores Árbitro(s): Chris Beath | Asistencia: 20,806 espectadores Árbitro(s): Chris Beath |

| 12 de diciembre de 2017 | Corea del Norte | 0:1 (0:0) | Corea del Sur           | Tokyo Stadium, Tokio                                              |                                                                   |
| 16:30                   |                 |           | Ri Yong-chol 64' (a.g.) | Asistencia: 5,477 espectadores Árbitro(s): Hettikamkanamge Perera | Asistencia: 5,477 espectadores Árbitro(s): Hettikamkanamge Perera |

| 12 de diciembre de 2017 | Japón                     | 2:1 (0:0) | China                 | Tokyo Stadium, Tokio                                      |                                                           |
| 19:15                   | Kobayashi 84' · Shōji 88' |           | Yu Dabao 90+3' (pen.) | Asistencia: 17,220 espectadores Árbitro(s): Muhammad Taqi | Asistencia: 17,220 espectadores Árbitro(s): Muhammad Taqi |

| 16 de diciembre de 2017 | China          | 1:1 (1:0) | Corea del Norte  | Tokyo Stadium, Tokio                                           |                                                                |
| 16:30                   | Wei Shihao 28' | Reporte   | Jong Il-gwan 81' | Asistencia: 18,272 espectadores Árbitro(s): Valentin Kovalenko | Asistencia: 18,272 espectadores Árbitro(s): Valentin Kovalenko |

| 16 de diciembre de 2017 | Japón               | 1:4 (1:3) | Corea del Sur                                                | Tokyo Stadium, Tokio                                    |                                                         |
| 19:15                   | Kobayashi 3' (pen.) | Reporte   | Kim Shin-wook 13' 35' · Jung Woo-young 23' · Yeom Ki-hun 69' | Asistencia: 36,645 espectadores Árbitro(s): Chris Beath | Asistencia: 36,645 espectadores Árbitro(s): Chris Beath |

## Campeón
|                                  |
|                                  |
| Campeón Corea del Sur 4.º título |

## Estadísticas

### Premios
| Mejor arquero | Mejor defensa | Goleador      | Mejor jugador |
| ------------- | ------------- | ------------- | ------------- |
| Jo Hyeon-woo  | Jang Hyun-soo | Kim Shin-wook | Lee Jae-sung  |

### Goleadores
3 goles
- Kim Shin-wook

2 goles
- Wei Shihao
- Yu Dabao
- Yu Kobayashi

1 gol
- Yosuke Ideguchi
- Gen Shōji
- Jung Woo-young
- Lee Jae-sung
- Yeom Ki-hun
- Jong Il-gwan

Autogol
- Ri Yong-chol (ante Corea del Sur)